# 都灵圣老楞佐教堂
都灵圣老楞佐教堂（Real Chiesa di San Lorenzo）是意大利北部城市都灵的一座天主教教堂，属于天主教都灵总教区，巴洛克建筑风格，有时称为“圣老楞佐皇家教堂”，被看作是萨伏依王朝的王室教堂。 
它坐落在城堡广场的一侧，毗邻都灵王宫。始建于1634年，1680年5月11日祝圣。 
由于规模较小，尤其适合气氛亲切的聚会。